# Isaac Allerton
Isaac Allerton (kolem 1586 – 1658/9) a jeho rodina byli cestujícími v roce 1620 na historické plavbě lodi Mayflower. Allerton byl signatářem smlouvy Mayflower Compact. V Plymouthu byl součástí koloniální vlády a obchodníkem. V souvislosti s jeho obchody a výdaji na provoz kolonie se vyskytly nesrovnalosti, a tak mu byl sesazen z úřadu a poté z kolonie vyhoštěn. V pozdějších letech žil v Connecticutu, kde se stal úspěšným podnikatelem.

## Život v Anglii
Isaac Allerton se narodil v Anglii pravděpodobně v letech 1586–88. O jeho předcích se nepodařilo zjistit nic průkazného. Některé záznamy z koloniálního nizozemského Nového Amsterdamu, (dnes New York) uvádějí, že pocházel z anglického Suffolku. Allertonův syn Bartholomew se z Plymouthu vrátil do Anglie a stal se v Suffolku duchovním, což může naznačovat spojení rodiny s tímto krajem. V roce 1659 byla nalezena poslední vůle jeho syna Bartholomewa, ten v té době bydlel v Bramfieldu v Suffolku. V Suffolku nebyly nikdy nalezeny žádné jiné záznamy týkající se Allertonů, je to celkem vzácné jméno.
Genealogista Leslie Mahler, v časopise The Mayflower Quarterly z března 2009, uvádí že Isaac Allerton byl pravděpodobně pasažérem na lodi Mayflower. Je uveden jako učeň na seznamu z roku 1609 společnosti Blacksmiths Company v Londýně. Tento záznam naznačuje, že Isaac byl synem Bartholomewa Allertona, krejčího v Ipswichi v Suffolku.
Tento záznam byl přeložen z latiny (Isack Allerton fil Bartholomei Allerton ..): „21. června 1609, Isaac Allerton, syn Bartholomewa Allertona z Ipswiche, kraj Suffolk, krejčího, se zavázal stát se učedníkem Jamese Glyma, londýnského občana na dobu sedmi let od svátku narození sv. Jana Křtitele. “

## Život v Leidenu
V roce 1611 uvedl Allerton v Leidenu, že pochází z Londýna (Anglie). V Leidenu s ním byla v roce 1611 také jeho sestra Sarah (Allerton) Vincent, manželka Johna Vincenta, který před rokem 1611 zemřel. Isaac a jeho manželka Mary, jeho sestra Sarah a její druhý manžel Degory Priest, měli 4. listopadu 1611 v Leidenu dvojitou svatbu. V záznamech je Sarah uvedená jako „z Londýna“. V Leidenu žil v této době John Allerton, který možná byl Isaacovým příbuzným, možná i jeho bratr, ale nikdy to nebylo s jistotou prokázáno.
Isaac Allerton se zasnoubil s Mary Norris v Leidenu 7. října 1611. Bydlel v Pieterskerkhof poblíž kostela svatého Petra. V roce 1614 se stal leidenským občanem a do roku 1619 se živil jako krejčí. Na lodi s ním cestoval John Hooke, který byl Allertonovým učněm.

## Cesta na lodi Mayflower
Na Mayflower nastoupil Allerton s manželkou Mary, jejich třemi dětmi a učněm Johnem Hookem. Loď vyplula z anglického Plymouthu 6./16. září 1620. (Rozdíl mezi tehdy užívaným kalendářem Juliánským a Gregoriánským byl 10 dní). Na malé, asi 100 stop dlouhé lodi plulo i s posádkou 102 cestujících v extrémně stísněných podmínkách. Druhý měsíc plavby byla loď postižena silnými vichřicemi, došlo k poškození lodní konstrukce a do lodi začalo zatékat. Cestující byli nuceni ležet v mokru a zimě, mnozí onemocněli. Kombinace krutých podmínek, špatného jídla, kterého byl nedostatek a nehygienických podmínek po dobu několika měsíců byla pro mnoho lidí, zejména pro většinu žen a dětí, fatální. Na cestě došlo ke dvěma úmrtím, ale to nejhorší mělo teprve přijít. Poté, co dorazili na místo určení, během několika měsíců zemřela téměř polovina osadníků v chladné, drsné, nezvyklé zimě v Nové Anglii.
Dne 9./19. listopadu 1620, asi po třech měsících na moři posádka spatřila zem, mys Cape Cod, nyní přístav Provincetown. Po několikadenním úsilí dostat se dále jih do svého plánovaného cíle, do kolonie ve Virginii, je mořská bouře přinutila vrátit se zpět na Cape Cod. Zakotvili dne 11./21. listopadu a 11. listopadu 1620 byla podepsána smlouva Mayflower Compact. Mezi signatáři byl i Isaac Allerton.

## Život v kolonii Plymouth
O Isaacu Allertonovi a jeho první manželce William Bradford zaznamenal: „Manželka pana Allertona zemřela jako první a poté i jeho sluha John Hooke. Jeho syn Bartle je ženatý v Anglii, ale nevím, kolik má dětí. Jeho dcera Remember říká, že se oženil v Salemu a má tři nebo čtyři děti. Jeho dcera Mary je vdaná a má čtyři děti. On sám se znovu oženil s dcerou pana Williama Brewstera a žil s nimi její syn, ale ona už je dávno mrtvá. On je znovu ženatý a toto místo už dávno opustil.“
Vláda kolonie vybrala Johna Carvera jako svého prvního guvernéra. Allerton byl v letech 1621 až 1624 jeho pomocníkem. Poté pracoval v radě pro občanské záležitosti kolonie. Po smrti Johna Carvera, který zemřel už v dubnu 1621, byl dalším guvernérem zvolen William Bradford.
V roce 1626 se Allerton zapojil do financování kolonie. Po zrušení činnosti společnosti Company of Merchant Adventurers of London museli kolonisté splatili své dluhy vůči společnosti. William Bradford, Allerton a další se zavázali splatit dluh kolonie vůči obchodním partnerům výměnou za monopol na obchod s kožešinami.
Isaac Allerton odcestoval v roce 1626 do Londýna, aby vyjednal novou dohodu se společností Merchant Adventurers, která poskytla velkou částku peněz na cestu a založení kolonie.
V roce 1627 proběhlo sčítání obyvatel. Allerton je v dokumentu zapsán s manželkou Sarah a dětmi Bartholomew, Remember, Mary a Sarah.
Kolem roku 1628 nastoupil k Allertonovi mladý učeň. Byl to cestující z Mayflower Richard More, kterému bylo tehdy asi 15 let a pocházel z Anglie. Richard byl se svými třemi sourozenci v roce 1620 umístěn na Mayflower jejich otcem Samuelem Moreem bez vědomí jejich matky, která se přiznala k cizoložství. Jeho tři sourozenci zahynuli během první zimy, on jediný přežil. Richard pracoval u Allertona obvyklých sedm let. Během těch let se stal námořníkem, pracoval v oboru rybolovu a pobřežní nákladní dopravy a v spolu s Allertonem rozvíjel jeho obchody v Maine. V roce 1635 se Richard vrátil do Londýna, důvod jeho cesty není znám. Jeho jméno se objevilo na manifestu Blessing (Požehnání) v roce 1635. Později se More stal lodním kapitánem.
Allerton se vrátil z Anglie v roce 1628, zaplatil tam investiční skupině Merchant Adventurers, čímž snížil zadlužení kolonie. Dluh kolonie byl ale stále obrovský, řádově tisíce liber. Získal pozemkový grant v Kennebecu (v dnešní stát Maine) od Council for New England. Grant byl oficiálně potvrzený v lednu 1629 a kolonisté v Plymouthu začali stavět opevněnou obchodní stanici u Cushnocu na řece Kennebec. Na stavbu dohlížel Edward Winslow.
Allerton nejednal s kolonií poctivě a míchal koloniální peníze s těmi získanými výnosem z obchodu s kožešinami a dalším zbožím. V důsledku špatného řízení Allertona a malé obchodní zkušenosti Bradforda nebyly dluhy kolonie spláceny, ale ve skutečnosti rostly. V té době Allerton také založil svou vlastní obchodní stanici v Kennebecu a stal se tak konkurentem kolonistů. Trvalo mnoho let, než kolonie splatila svůj dluh obchodníkům a nakonec musela část svého území prodat.
Allerton také přivezl do kolonie z Anglie několik bezskrupulózních osob. Jedním z nich byl John Lyford, jenž se měl stát pastorem v kostele v kolonii. Ukázalo se že nesouhlasí s náboženstvím kolonistů a posílá do Anglie hanlivé zprávy. Navíc žil velmi nemorálním životem. Druhým byl jeho úředník Thomas Morton. Morton byl dvakrát pro své přestupky deportován, ale byl mu umožněn návrat, William Brewster byl totiž jeho tchán. Další ukázkou nekompetentnosti představoval jeho návrat z Anglie v roce 1630, kdy Allerton nedokázal přivést tolik potřebné zásoby.
Kolonisté vybudovali své obchodní stanice na místě v Pentagoetu a v roce 1630 zde Allerton vybudoval svůj vlastní obchodní post (poblíž Castine), jehož vedením byl pověřen Edward Ashley, také nepříliš důvěryhodný. Ačkoli Allerton začínal své obchody jako čestný muž, postupně zbohatl na úkor kolonie. Nakonec byl ze své pozice odstraněn a v září 1631 z Plymouthu odešel a usadil se u Marblehead Neck v Salem Harbour.
V roce 1631 napsal William Bradford v poznámkách o koloniích: „Pan Allerton je zcela opustil (lidi kolonie Plymouth), ponechal je ať se o sebe starají jak mohou… a založil obchodní stanici za Penobscotem, čímž je odřízl od možnosti obchodování.“
V roce 1633 Allerton založil další obchodní místo v Machias, v Maine. Tady ovšem utrpěl ztrátu, když Anglie postoupila většinu pobřeží Maine Francii. Když dorazil Charles de Saint-Étienne de la Tour (1593-1666), francouzský kolonista a obchodník s kožešinami, který působil jako guvernér francouzské kolonie v letech 1631–1642 a znovu v letech 1653 –1657, zabil některé z Allertonových mužů a zkonfiskoval zboží, vzal také vězně, které převezl do Port Royal, a žádal za ně výkupné.
V roce 1634 potkala kolonii řada neštěstí, zemřelo mnoho lidí. Mezi nimi byla Allertonova manželka Fear, dcera Williama Brewstera, jakož i její sestra Patience, manželka Thomase Prence, který se později stal guvernérem Plymouthské kolonie.

## Odchod z kolonie
Allerton byl nakonec vykázán spolu s některými amorálními přáteli z Massachusetts Bay. Přestěhoval se do kolonie New Haven v Connecticutu. Jeden z Allertonových kontaktů v Londýně byl William Vassall, který přišel do Massachusetts v roce 1630, ale krátce nato se vrátil do Anglie, aby bojoval za práva těch, kteří se nepřipojili k náboženskému vyznání uplatňovanému v Massachusetts. V polovině roku 1635 se Vassall vrátil do Massachusetts i s jeho rodinou na lodi Blessing. Vassallova dcera Judith se provdala za Resolved Whita. V roce 1640 Vassall navrhl Allertonovi odejít na ostrovy v Karibiku a investovat do cukrové třtiny.
Kolem roku 1640 žil Allerton střídavě v New Havenu a v New Amsterdamu, hlavním městě nizozemské kolonie Nové Nizozemí, která se později stala New Yorkem. Allerton se zde stal vlivnou a zámožnou osobou. Byl jmenován do rady Eight Men (Osmi mužů), jejímž úkolem bylo dohlížet na dodržování demokracie ve městě. Předsedou rady byl v roce 1643 Willem Kieft.
Do roku 1646 žil Allerton v New Havenu. Zemřel v únoru 1658/9.

## Manželství
Allerton byl třikrát ženatý a měl celkem 21 dětí.
1. Mary Norris of Newbury, Anglie. manželství bylo uzavřeno v Leidenu 4. listopadu 1611. Mary zemřela v Plymouthu, 25. února 1621 (1620 dle juliánského kalendáře).
2. Fear Brewster, kolonie Plymouth, kolem roku 1625/26. Fear zemřela v Plymouthu před 12. prosincem 1634. Byla dcerou Williama a Mary Brewsterových.
3. Joanna Swinnerton, pravděpodobně v New Haven, před 17. únorem 1644/5. Žila v New Havenu do 19. května 1684.[28]

## Úmrtí
Isaac Allerton zemřel v únoru 1659 (1658 dle juliánského kalendáře), někdy mezi 1. únorem (objevil se u soudu) a 12. únorem (datum úředního záznamu). Pohřben byl v únoru. Jeho první manželka Mary je pohřbena v neoznačeném hrobu na hřbitově Coles Hill Burial Ground spolu s ostatními, kteří nepřežili první zimu. Zemřela pravděpodobně počátkem roku 1621. Její jméno je uvedeno na památníku Pilgrim Memorial Tomb. Je zapsána jako “ Mary, první manželka Isaaca Allertona.“